# Пожвинское сельское поселение
По́жвинское се́льское поселе́ние — муниципальное образование в Юсьвинском районе Пермского края Российской Федерации.
Административный центр — посёлок Пожва.

## История
Статус и границы сельского поселения установлены Законом Коми-Пермяцкого автономного округа 19 ноября 2004 года № 64 «Об утверждении границ и о наделении статусом муниципальных образований Юсьвинского района Коми-Пермяцкого автономного округа»

## Население
| 2010  | 2012  | 2013  | 2014  | 2015  | 2016  | 2017  |
| ----- | ----- | ----- | ----- | ----- | ----- | ----- |
| 3950  | ↘3942 | ↘3870 | ↘3774 | ↘3696 | ↘3603 | ↘3508 |
| 2018  | 2019  |       |       |       |       |       |
| ↘3443 | ↘3333 |       |       |       |       |       |

## Состав сельского поселения
| № | Населённый пункт | Тип населённого пункта          | Население |
| - | ---------------- | ------------------------------- | --------- |
| 1 | Городище         | деревня                         | 165       |
| 2 | Елизавето-Пожва  | деревня                         | 14        |
| 3 | Кама             | посёлок                         | 596       |
| 4 | Ключи            | деревня                         | ↘0        |
| 5 | Лемпиха          | деревня                         | 9         |
| 6 | Пожва            | посёлок, административный центр | ↘2420     |
| 7 | Пожовка          | посёлок                         | 0         |
| 8 | Тузим            | посёлок                         | 1         |
| 9 | Усть-Пожва       | деревня                         | →34       |

## Символика
Флаг Пожвинского сельского поселения утверждён 1 июля 2011 года и представляет собой: «Прямоугольное полотнище с отношением ширины к длине 2:3, разделённое по вертикали на две равные части: зелёную у древка и голубую у свободного края полотнища и несущее в центре, поверх деления, изображение фигуры речного судна из герба Пожвинского сельского поселения, выполненное в жёлтом цвете. Нижняя часть флага представляет собой рисунок беличьего меха, выполненный в голубом и белом цветах».
Зелёная часть полотнища символизирует обширные леса Пожвы, расположившиеся по берегам реки Кама. Также, зелёный цвет — символ обновления, развития, жизни.
Голубая часть полотнища — символ развития, будущности, чистоты воды и неба. Также голубой цвет (лазурь) символизирует Камское водохранилище.
Беличий мех показывает название поселения, «Пожва» — в переводе с коми-пермяцкого языка обозначает «решётная вода», так как в своём течении река Кама преодолевает несколько каменистых перекатов, и вода на них играет, точно просеивается. Название своё она получила от реки. Кроме того — это дань династии Строгановых, основавших в Пожве в 1765 году железоделательный завод (беличий мех изображён в гербе графов Строгановых).
Основная фигура флага — речное судно, называемое коноводкой. Жёлтый цвет (золото) судна означает золотые страницы истории посёлка Пожва, а также — символ богатства, достатка, воли, постоянства. Судно направлено влево, что означает «плывущее в будущее».
В целом изображение несёт сочетание многообразия окружающего нас мира (зелёный и синий цвета), технического прогресса в прошлом и веры в светлое будущее.
Идея флага — Алексей Борисович Панфилов, компьютерный дизайн — Владимир Леонидович Созинов.
Флаг внесён в Государственный геральдический регистр Российской Федерации с присвоением регистрационного номера 7295.

## Достопримечательности
- На правом берегу Камы близ деревни Усть-Пожва находится палеолитическая стоянка Гарчи 1 стрелецкой культуры[13].